# 정애란
정애란(鄭愛蘭, 본명: 예대임(芮大任), 1927년 4월 15일~ 2005년 11월 10일)은 대한민국의 배우이다.

## 생애
경기도 평택에서 출생하여 지난날 한때 경기도 용인에서 잠시 유아기를 보낸 적이 있고 그 훗날 경성부에서 성장하였으며 1940년 중화민국 유학을 한 그녀는 1942년 국민정부 시대 중화민국 대륙 본토 저장 성 닝보에서 화광 여자중학교 중퇴 후 귀국하여 1943년에 악극단 유락좌 단원으로써 연극배우 첫 데뷔하였고 악극단 ‘성군’, 청춘극장(靑春劇場), 국립극단 등에서 활동하였으며, 1957년 영화 《진리의 밤》으로 영화계에 데뷔하였다. 한은진 등과 함께 신상옥 영화감독 사단 구성원 출신 은막 여배우로도 인기를 얻었다.
그녀의 둘째딸 예수정(본명 김수정)도 배우이며 첫째사위 한진희도 배우이다.
텔레비전 드라마 《전원일기》에 오랫동안 출연한 경력을 갖고 있어 지난날 한때 세간에서는 전원일기 할머니로 통하기도 하였다. 2005년 11월 10일에 사망하였다.

## 학력
- 국민정부 시대 중화민국 대륙 본토 저장 성 닝보 화광 여자중학교 중퇴

## 출연작

### 드라마
- MBC 《장희빈》
- MBC 《왜 그러지》
- MBC 《옥녀》
- MBC 《무지개 타는 아이들》
- MBC 《전원일기》
- MBC 《장희빈》 - 장렬왕후 역
- KBS1 《옛날 나 어릴적에》
- KBS1 《어머님 날 낳으시고》
- KBS2 《청춘행진곡》
- KBS1 《사랑하는 사람들》
- KBS1 《토지》
- KBS2 《가시나무 꽃》
- SBS 《모래시계》
- SBS 《청춘의 덫》

### 영화
- 《교차로》 1955
- 《진리의 밤》 1957
- 《낙엽》 1958
- 《유혹의 강》 1958
- 《생명》 1958
- 《돈》 1958
- 《공처가》 1958
- 《홀쭉이 뚱뚱이 논산훈련소에 가다》 1959
- 《구름은 흘러도》 1959
- 《표류도》 1960
- 《파멸》 1961
- 《장희빈》 1961
- 《돼지꿈》 1961
- 《노다지》 1961
- 《양녕대군의 주유천하》 1962
- 《골목안 풍경》 1962
- 《희갑이 목욕탕 개업하다》 1963
- 《선술집 처녀》 1963
- 《무덤에서 나온 신랑》 1963
- 《지미는 슬프지 않다》 1963
- 《약혼녀》 1963
- 《망부석》 1963
- 《또순이》 1963
- 《강화도령》 1963
- 《이별만은 슬프더라》 1964
- 《수색대》 1964
- 《마의 계단》 1964
- 《검은 머리》 1964
- 《살인마》 1965
- 《이수일과 심순애》 1965
- 《바람아 말하라》 1965
- 《악명 높은 사나이》 1966
- 《물레방아》 1966
- 《귀하신몸》 1966
- 《법창을 울린 옥이》 1966
- 《목 없는 미녀》 1966
- 《월하의 공동묘지》 1967
- 《청춘 극장》 1967
- 《임금님의 첫사랑》 1967
- 《애수》 1967
- 《사격장의 아이들》 1967
- 《강명화》 1967
- 《파문》 1968
- 《직녀성》 1968
- 《장군의 수염》 1968
- 《요화 장희빈》 1969
- 《흑진주》 1969
- 《허무한 마음》 1968
- 《식모 삼형제》 1969
- 《만고강산》 1969
- 《내것이 더 좋아》 1969
- 《꽃네》 1969
- 《결사 대작전》 1969
- 《효녀 심청》 1972
- 《소문난 교고생》 1977
- 《난중일기》 1977
- 《비련의 홍살문》 1978
- 《을화》 1979 (1979 대중상 영화제 여우조연상)
- 《연산군》 1987

## 수상 경력
- 1988년 KBS 연기대상 공로상
- 1995년 SBS 연기대상 특별상
- 2002년 MBC 연기대상 공로상
- 2005년 MBC 연기대상 공로상